# Huma Abedin

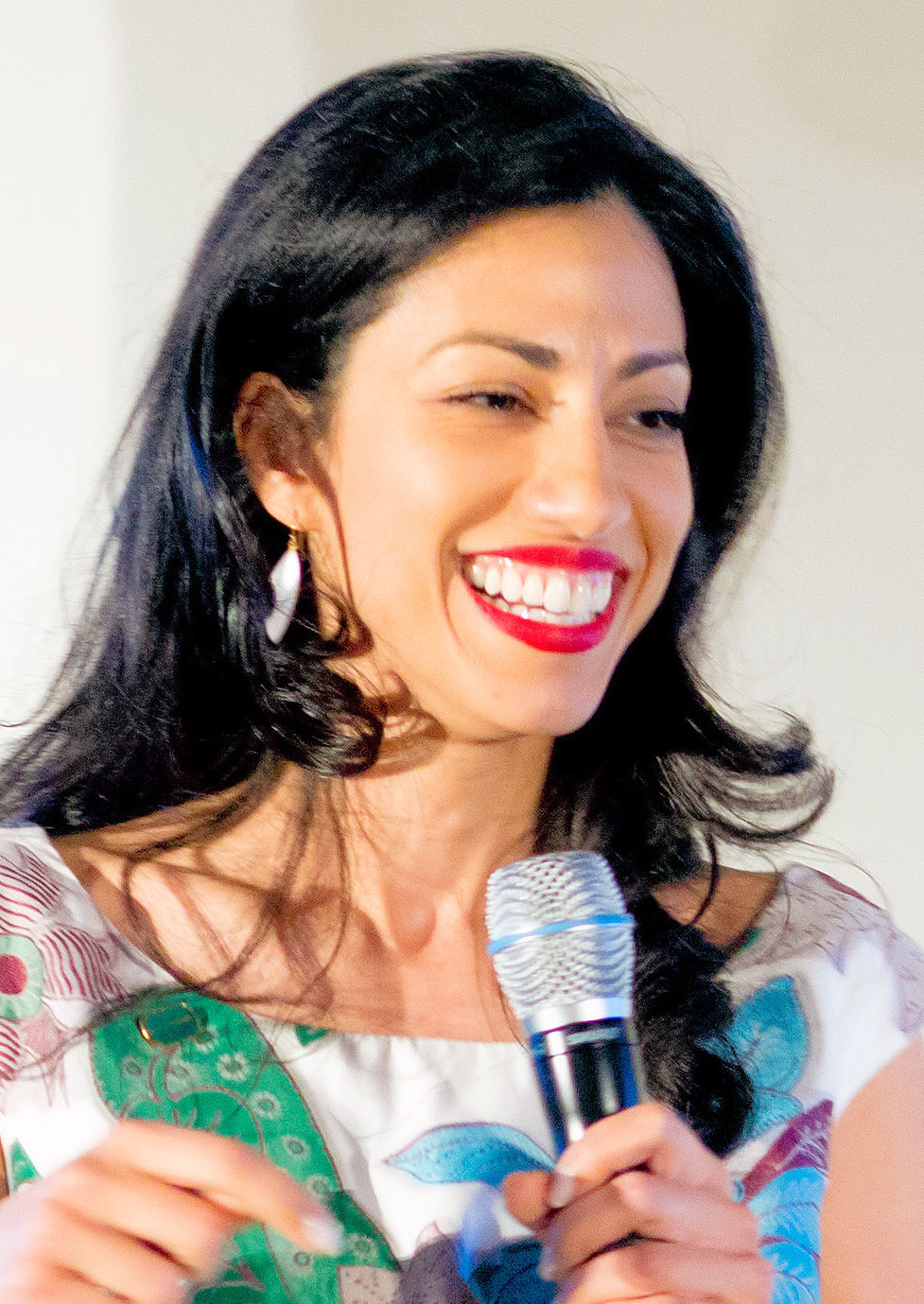
Huma Abedin talar under Demokraternas konvent i juli 2016.

Huma Mahmood Abedin, född 28 juli 1976 i Kalamazoo i Michigan, är en amerikansk politiskt aktiv ledare och medarbetare för Hillary Clintons presidentkampanj vid presidentvalet i november 2016. Hon var även assistent till Clinton under dennes presidentkampanj vid valet år 2008.
Abedin gifte sig år 2010 med Anthony Weiner, paret vigdes av Bill Clinton. I december 2011 fick paret sitt första barn, sonen Jordan Zain Weiner. Paret separerade i augusti 2016 efter de senaste avslöjandena om Weiners fotografier och sexmeddelanden till andra kvinnor.